# Clematis caudigera
Clematis caudigera är en ranunkelväxtart som beskrevs av Wen Tsai Wang. Clematis caudigera ingår i släktet klematisar, och familjen ranunkelväxter. Inga underarter finns listade i Catalogue of Life.